# Gildardo Gómez
Pour les articles homonymes, voir Gómez.
Gildardo Gómez, né le 13 octobre 1963 à Medellín (Colombie), est un footballeur colombien, qui évoluait au poste de défenseur à l'Independiente Medellín, au Millonarios et à l'Atlético Nacional ainsi qu'en équipe de Colombie.
Gómez ne marque aucun but lors de ses quatorze sélections avec l'équipe de Colombie entre 1984 et 1991. Il participe à la coupe du monde de football en 1990 et à la Copa América en 1989 avec la Colombie.

## Carrière
- 1984-1986 : Independiente Medellín
- 1987 : Millonarios
- 1988-1990 : Atlético Nacional
- 1991-1992 : Independiente Medellín
- 1993 : Atlético Nacional  [1],[2]

## Palmarès

### En équipe nationale
- 14 sélections et 0 but avec l'équipe de Colombie entre 1984 et 1991.
- Huitième-de-finaliste de la coupe du monde 1990.
- Participe au premier tour de la Copa América 1989.

### Avec l'Atlético Nacional
- Vainqueur de la Copa Libertadores en 1989.
- Vainqueur de la Copa Interamericana en 1990.